# Домаха (Павлоградський район)
Дома́ха — село в Україні, в Павлоградському районі Дніпропетровської області. Входить до складу Межиріцької сільської громади. Населення за переписом 2001 року становить 203 особи.

## Географія
Село Домаха знаходиться за 2,5 км від села Оженківка і за 7 км від міста Павлоград. По селу протікає пересихаючий струмок з загатою. Поруч проходить залізниця, станція Домаха за 1 км.